# Состав французских войск при Аустерлице
Состав французских войск при Аустерлице — состав и командиры французских войск накануне Аустерлицкого сражения 2 декабря 1805 года.

## Ставка Императора
Главнокомандующий
- Император французов и король Италии Наполеон

Заместитель главнокомандующего
- принц и маршал Иоахим Мюрат[К 1]

Начальник главного штаба
- маршал Александр Бертье

Дом Императора
- дивизионный генерал Жерар Дюрок[К 2] — великий маршал двора
- дивизионный генерал Арман де Коленкур — великий конюший Империи
- бригадный генерал Клод Гардан — начальник придворных пажей
- бригадный генерал Пьер Макон — дворцовый комендант

Адъютанты Императора
- дивизионный генерал Андош Жюно[К 3]
- дивизионный генерал Рене Савари[К 4]
- дивизионный генерал Огюст Каффарелли[К 5]
- дивизионный генерал Жак Лористон
- бригадный генерал Жан Рапп (% 2 дек.)
- бригадный генерал Анри Бертран
- бригадный генерал Жорж Мутон
- бригадный генерал Жан Лемаруа
- полковник Анн-Шарль Лебрен[К 6]

Главный штаб Великой Армии
- начальник общего бюро — дивизионный генерал Антуан Андреосси
- заместитель начальника генерального штаба — дивизионный генерал Матьё Дюма
- начальник бюро топографии — бригадный генерал Николя-Антуан Сансон
- начальник артиллерии — дивизионный генерал Николя Сонжис[К 7]
- начальник сапёров и инженеров — дивизионный генерал Арман Мареско[К 8]
- главный интендант — генерал-интендант Клод-Луи Петье

## Резерв

### Императорская гвардия
- командир — маршал Жан-Батист Бессьер
- начальник штаба — бригадный генерал Франсуа Руссель
- командующий пехотой — бригадный генерал Жером Сулес[К 9]
- командующий кавалерией — бригадный генерал Мишель Орденер
  - полк пеших гренадер
    - командир — майор гвардии Жан-Мари Дорсенн

  - полк пеших егерей
    - командир — майор гвардии Жан-Луи Гро

  - батальон пеших гренадер Итальянской королевской гвардии
    - командир — полковник Теодоро Леки

  - полк конных гренадер
    - командир — майор гвардии Луи Лепик

  - полк конных егерей
    - командир — второй полковник гвардии Морлан[К 10] († 5 дек.)
    - заместитель командира — майор гвардии Николя Дальманн

  - рота мамлюков[К 11]
    - командир — капитан Антуан Делетр

  - элитная жандармерия
    - командир — второй полковник гвардии Жан-Батист Жакен

  - артиллерия
    - командир — полковник Жозеф Куэн

  - артиллерийский обоз
    - командир — капитан Эдме Деварен

  - батальон моряков
    - командир — капитан фрегата Доминик Рокбер

Всего в гвардии около 5500 человек.

### Сводная гренадерско-вольтижёрская дивизия
- командиры — дивизионные генералы Николя Удино и Жерар Дюрок[К 12]
- 1-я бригада — бригадный генерал Клод Лапланш-Мортьер
  - 1-й элитный полк — полковник Жак Фроман
    - батальон 13-го полка линейной пехоты
    - батальон 58-го полка линейной пехоты

  - 2-й элитный полк — майор Мишель Брайе
    - батальон 9-го полка линейной пехоты
    - батальон 81-го полка линейной пехоты
- 2-я бригада — бригадный генерал Пьер Дюпа
  - 3-й элитный полк — полковник Жан Шрамм
    - батальон 2-го полка лёгкой пехоты
    - батальон 3-го полка лёгкой пехоты

  - 4-й элитный полк — майор Марк Кабан
    - батальон 28-го полка лёгкой пехоты
    - батальон 31-го полка лёгкой пехоты
- 3-я бригада — бригадный генерал Франсуа Рюффен
  - 5-й элитный полк — полковник Жан-Шарль Дезайи
    - батальон 12-го полка лёгкой пехоты
    - батальон 15-го полка лёгкой пехоты

Всего в сводной дивизии около 5,700 человек.

## 5-й армейский корпус
- командир — маршал Жан Ланн
- начальник штаба — бригадный генерал Жан-Доминик Компан (% 2 дек.)
- командир артиллерии — бригадный генерал Луи Фуше де Карей
- начальник инженерных войск — полковник Франсуа Киржене

### 3-я пехотная дивизия
- командир — дивизионный генерал Луи-Габриэль Сюше
  - 1-я бригада — бригадный генерал Мишель Клапаред
    - 17-й полк лёгкой пехоты — полковник Доминик Ведель

  - 2-я бригада — бригадный генерал Николя Бекер
    - 34-й полк линейной пехоты — полковник Пьер Дюмустье
    - 40-й полк линейной пехоты — полковник Франсуа Лежандр д’Арвесс

  - 3-я бригада — бригадный генерал Жан-Мари Валюбер († 3 дек.)
    - 64-й полк линейной пехоты — майор Франсуа Шовель
    - 88-й полк линейной пехоты — полковник Филибер Кюриаль (% 2 дек.)

### 1-я пехотная дивизия[К 13]
- командир — дивизионный генерал Огюст Каффарелли[К 14]
  - 1-я бригада — бригадный генерал Жорж Эпплер
    - 13-й полк лёгкой пехоты — полковник Пьер Кастекс († 2 дек.)

  - 2-я бригада — бригадный генерал Жозеф Демон (% 2 дек.)
    - 17-й полк линейной пехоты — полковник Николя Конру
    - 30-й полк линейной пехоты — полковник Франсуа Вальтерр

  - 3-я бригада — бригадный генерал Жан Дебийи
    - 51-й полк линейной пехоты — полковник Жозеф Бонне д’Онньер
    - 61-й полк линейной пехоты — полковник Жан Николя

Всего в корпусе около 13 800 человек.

## 1-й армейский корпус
- командир — маршал Жан-Батист Бернадот
- начальник штаба — дивизионный генерал Леопольд Бертье
- командир артиллерии — дивизионный генерал Жан-Батист Эбле
- начальник инженерных войск — полковник Жозеф Морьо

### 1-я пехотная дивизия
- командир — дивизионный генерал Оливье Риво де Ля Раффиньер
  - 1-я бригада — бригадный генерал Шарль Дюмулен
    - 8-й полк линейной пехоты — полковник Жан Отье

  - 2-я бригада — бригадный генерал Мишель Пакто
    - 45-й полк линейной пехоты — полковник Жан Барриэ
    - 54-й полк линейной пехоты — полковник Арман Филиппон

### 2-я пехотная дивизия
- командир — дивизионный генерал Жан-Батист Друэ д’Эрлон
  - 1-я бригада — бригадный генерал Жорж Фрер
    - 27-й полк лёгкой пехоты — полковник Жан-Батист Шарноте

  - 2-я бригада — бригадный генерал Франсуа Верле
    - 94-й полк линейной пехоты — полковник Жан Разу
    - 95-й полк линейной пехоты — полковник Марк Пешё

Всего в корпусе около 11 500 человек.

## 4-й армейский корпус
- командир — маршал Николя Сульт
- начальник штаба — дивизионный генерал Шарль Салиньи
- командир артиллерии — бригадный генерал Жан Ларибуазьер
- начальник инженерных войск — полковник Жан Пуатвен

### 1-я пехотная дивизия
- командир — дивизионный генерал Луи Сент-Илер (% 2 дек.)
  - 1-я бригада — бригадный генерал Шарль Моран (% 2 дек.)
    - 10-й полк лёгкой пехоты — полковник Пьер Пузе (% 2 дек.)

  - 2-я бригада — бригадный генерал Поль Тьебо (% 2 дек.)
    - 14-й полк линейной пехоты — полковник Жак Маза († 2 дек.)
    - 36-й полк линейной пехоты — полковник Антуан Удар де Ламот (% 2 дек.)

  - 3-я бригада — бригадный генерал Луи-При Варе (% 2 дек.)
    - 43-й полк линейной пехоты — полковник Раймон Вивьес
    - 55-й полк линейной пехоты — полковник Франсуа Ледрю дез Эссар

### 2-я пехотная дивизия
- командир — дивизионный генерал Доминик Вандам
  - 1-я бригада — бригадный генерал Жозеф Шинер
    - 24-й полк лёгкой пехоты — полковник Бернар Пурайи

  - 2-я бригада — бригадный генерал Клод Фере
    - 4-й полк линейной пехоты — майор Огюст Бигарре
    - 28-й полк линейной пехоты — полковник Жан Эдигоффан

  - 3-я бригада — бригадный генерал Жак Саветье де Кандра
    - 46-й полк линейной пехоты — полковник Гийом Латрий де Лорансе
    - 57-й полк линейной пехоты — полковник Жан-Пьер Ре

### 3-я пехотная дивизия
- командир — дивизионный генерал Клод Легран
  - 1-я бригада — бригадный генерал Пьер Мерль
    - 26-й полк лёгкой пехоты — полковник Франсуа Пуже
    - батальон стрелков По — командир батальона Этьен Юло (% 2 дек.)
    - батальон корсиканских стрелков — командир батальона Филипп Орнано

  - 2-я бригада — бригадный генерал Жан-Батист Фери
    - 3-й полк линейной пехоты — полковник Лоран Шобер

  - 3-я бригада — бригадный генерал Виктор Левассёр
    - 18-й полк линейной пехоты — полковник Жан-Батист Равье
    - 75-й полк линейной пехоты — полковник Франсуа Люилье (% 2 дек.)

### Бригада лёгкой кавалерии
- командир — бригадный генерал Пьер Маргарон (% 2 дек.)
  - 8-й гусарский полк — полковник Жан-Батист Франсши-Делонн
  - 11-й конно-егерский полк — полковник Бертран Бессьер (% 2 дек.)
  - 26-й конно-егерский полк — полковник Александр Дижон (% 2 дек.)

Всего в корпусе около 23 600 человек.

## 3-й армейский корпус
- командир — маршал Николя Даву
- начальник штаба — бригадный генерал Жозеф Дольтан
- командир артиллерии — дивизионный генерал Жан-Бартелемо Сорбье
- начальник инженерных войск — полковник Антуан Тузар

### 2-я пехотная дивизия
- командир — дивизионный генерал Луи Фриан
  - 1-я бригада — бригадный генерал Жорж Кисте
    - 15-й полк лёгкой пехоты — майор Жан Гете (% 2 дек.)
    - 33-й полк линейной пехоты — полковник Жан Сан-Реймон

  - 2-я бригада — бригадный генерал Пьер-Шарль Лоше
    - 48-й полк линейной пехоты — полковник Жозеф Барбанегр
    - 111-й полк линейной пехоты — полковник Жак Ге
    - эскадрон 2-го конно-егерского полка — командир эскадрона Виже

  - 3-я бригада — бригадный генерал Этьен Эдле де Бьер
    - две роты вольтижёр 15-го полка лёгкой пехоты
    - 108-й полк линейной пехоты — полковник Жозеф Игоне
    - 1-й драгунский полк — полковник Жан-Тома Арриги

### 4-я драгунская дивизия
- командир — дивизионный генерал Франсуа Бурсье
  - 1-я бригада — бригадный генерал Жан-Батист Лапланш
    - 15-й драгунский полк — майор Жозеф Пешлош
    - 17-й драгунский полк — майор Жозеф Бувье дез Экла

  - 2-я бригада — бригадный генерал Луи Саюк
    - 18-й драгунский полк — полковник Шарль Лефевр-Денуэтт
    - 19-й драгунский полк — полковник Огюст Коленкур

Всего в корпусе около 5300 человек.

## Резервная кавалерия
- командир — принц и маршал Иоахим Мюрат
- начальник штаба — дивизионный генерал Огюстен Бельяр
- командир артиллерии — бригадный генерал Антуан Аник
- начальник инженерных войск — полковник Луи Флайель

### 1-я дивизия тяжёлой кавалерии
- командир — дивизионный генерал Этьен Нансути
  - 1-я бригада — бригадный генерал Жозеф Пистон
    - 1-й карабинерский полк — полковник Антуан Кошуа
    - 2-й карабинерский полк — полковник Пьер Морен

  - 2-я бригада — бригадный генерал Арман Лебрен де Ля Уссе
    - 2-й кирасирский полк — полковник Жан Ивандорф (% 2 дек.)
    - 9-й кирасирский полк — полковник Жан-Пьер Думерк

  - 3-я бригада — бригадный генерал Антуан Сен-Жермен
    - 3-й кирасирский полк — полковник Клод Преваль
    - 12-й кирасирский полк — полковник Жак Бельфор

### 2-я дивизия тяжёлой кавалерии
- командир — дивизионный генерал Жан-Жозеф д’Опуль
  - 1-я бригада — полковник штаба Октав Фонтен
    - 1-й кирасирский полк — полковник Адриан Гитон
    - 5-й кирасирский полк — полковник Жан-Батист Нуаро

  - 2-я бригада — бригадный генерал Реймон Сен-Сюльпис
    - 10-й кирасирский полк — полковник Пьер Латей
    - 11-й кирасирский полк — полковник Альбер Фуле

### 2-я драгунская дивизия
- командир — дивизионный генерал Фредерик-Анри Вальтер (% 2 дек.)
  - 1-я бригада — бригадный генерал Орас Себастьяни (% 2 дек.)
    - 3-й драгунский полк — полковник Эдме Фито
    - 6-й драгунский полк — командир эскадрона Дени Людо

  - 2-я бригада — бригадный генерал Доминик Роже
    - 10-й драгунский полк — полковник Жак Кавеньяк
    - 11-й драгунский полк — майор Шарль Лефевр († 2 дек.)

  - 3-я бригада — бригадный генерал Андре Буссар
    - 13-й драгунский полк — полковник Арман Деброк (% 2 дек.)
    - 22-й драгунский полк — полковник Жан Каррье де Буасси

### 3-я драгунская дивизия
- командир — бригадный генерал Шарль Буайе[К 15]
  - 1-я бригада — бригадный генерал Шарль Буайе
    - 5-й драгунский полк — полковник Жак Лакур (% 2 дек.)
    - 8-й драгунский полк — майор Жан-Батист Домманже
    - 12-й драгунский полк — полковник Жозеф Пажес

  - 2-я бригада — бригадный генерал Николя Скальфор (% 2 дек.)
    - 9-й драгунский полк — майор Жак Делор (% 2 дек.)
    - 16-й драгунский полк — полковник Франсуа Клеман де Ля Ронсьер
    - 21-й драгунский полк — полковник Жан-Батист Дюма де Полар

### Дивизия лёгкой кавалерии 1-го корпуса
- командир — дивизионный генерал Франсуа-Этьен Келлерман (% 2 дек.)
  - 1-я бригада — бригадный генерал Маризи (% 2 дек.)
    - 2-й гусарский полк — полковник Жан-Франсуа Барбье (% 2 дек.)
    - 5-й гусарский полк — полковник Франсуа Швар

  - 2-я бригада — бригадный генерал Жозеф Пикар
    - 4-й гусарский полк — полковник Андре Бюрт
    - 5-й конно-егерский полк — полковник Констан Корбино (% 2 дек.)

### Бригада лёгкой кавалерии Мийо
- командир — бригадный генерал Жан-Батист Мийо
  - 16-й конно-егерский полк — полковник Антуан Дюронель
  - 22-й конно-егерский полк — полковник Виктор Латур-Мобур

### Дивизия лёгкой кавалерии 5-го корпуса
- командир — бригадный генерал Жан-Луи Фоконне
  - 1-я бригада — бригадный генерал Шарль Трейяр
    - 9-й гусарский полк — полковник Этьен Гюйо
    - 10-й гусарский полк — полковник Луи Бомон

  - 2-я бригада — бригадный генерал Жан-Луи Фоконне
    - 13-й конно-егерский полк — полковник Николя Пюльтьер
    - 21-й конно-егерский полк — полковник Жан-Батист Беррюйе

Всего в корпусе около 7100 человек.
Обозначения: † — гибель или смертельное ранение, % — ранение.

### Комментарии
1. ↑  Также командовал всей резервной кавалерией
2. ↑  С 17 ноября командовал гренадерской дивизией, подменяя на этом посту раненого при Холлабрунне генерала Удино
3. ↑  Генерал-полковник гусар и первый адъютант Императора
4. ↑  Возглавлял разведывательную службу Великой армии, и был командиром элитных жандармов Императорской гвардии
5. ↑  Командовал с 1 ноября 1-й пехотной дивизией 3-го корпуса вместо тяжело раненого при Ламбахе генерала Биссона
6. ↑  Также был полковником 3-го гусарского полка, но всю кампанию провёл при Императоре
7. ↑  Главный генеральный инспектор артиллерии
8. ↑  Главный генеральный инспектор инженерных войск
9. ↑  Его коллега по командованию гвардейской пехотой, генерал Юлен, исполнял обязанности губернатора Вены, и в сражении не участвовал
10. ↑  Командиром конных егерей был принц Эжен де Богарне, но он выполнял функции вице-короля Италии, и в кампании не участвовал
11. ↑  Входила в состав 1-го эскадрона конных егерей гвардии
12. ↑  Дюрок заменил раненого при Холлабрунне Удино, однако последний успел восстановиться к Аустерлицкому сражению, и дивизией они командовали сообща
13. ↑  Дивизия входила в состав З-го корпуса, но во время сражения была приписана к 5-му корпусу
14. ↑  Командовал с 1 ноября 1-й пехотной дивизией 3-го корпуса вместо тяжело раненого при Ламбахе генерала Биссона
15. ↑  Заменял заболевшего генерала Бомона